# Кызылсай (приток Уртабурти)
Кызылсай — река в России и Казахстане, протекает по Мартукскому району Актюбинской и Беляевскому району Оренбургской областей. Длина реки составляет 21 км.
Начинается к западу от урочища Вершина. Течёт в западном направлении через деревню Покровка и хутор Хлеборобный. Устье реки находится в 59 км по правому берегу реки Уртабуртя на высоте 174,2 метра над уровнем моря.
Основной приток — Джамылчисай — впадает справа.

## Данные водного реестра
По данным государственного водного реестра России относится к Уральскому бассейновому округу, водохозяйственный участок реки — Урал от города Орск до впадения реки Сакмара. Речной бассейн реки — Урал (российская часть бассейна).
Код объекта в государственном водном реестре — 12010000812112200004515.